# الخداع والنهاية (فلم هندي)
Fool & Final (الخداع والنهاية) هو فيلم بوليودي كوميدي صدر عام 2007 من إخراج أحمد خان. الفيلم ظهر فيه الكثير النجوم بما في ذلك سوني ديول، شاهيد كابور، عائشة تاكيا، فيفيك أوبروي وسمر راي وفي الأدوار الرئيسية. باريش راوال، جوني ليفر، شارميلا طاغور، أرباز خان، أوم بوري وشانكي باندي ودعم الأدوار.
وكان نزول الفلم يوم 1 يونيو 2007، وتلقى ملاحظات سلبية من النقاد. كان متوسط في شباك التذاكر. عنوان الفيلم هو محاكاة ساخرة على الشعار المعتاد «كامل ونهائي» والتي تعني «النهائي» أو بعبارة أخرى. ونزل الفيلم في البرازيل ودبي ومسقط. الفيلم هو طبعة جديدة من الفيلم البريطاني خطف، التي تشترك معها في الشعار جدا (سرقة الحجارة والعظام كسر).

## وصلات خارجية
- مقالات تستعمل روابط فنية بلا صلة مع ويكي بيانات